# Exarcado Búlgaro

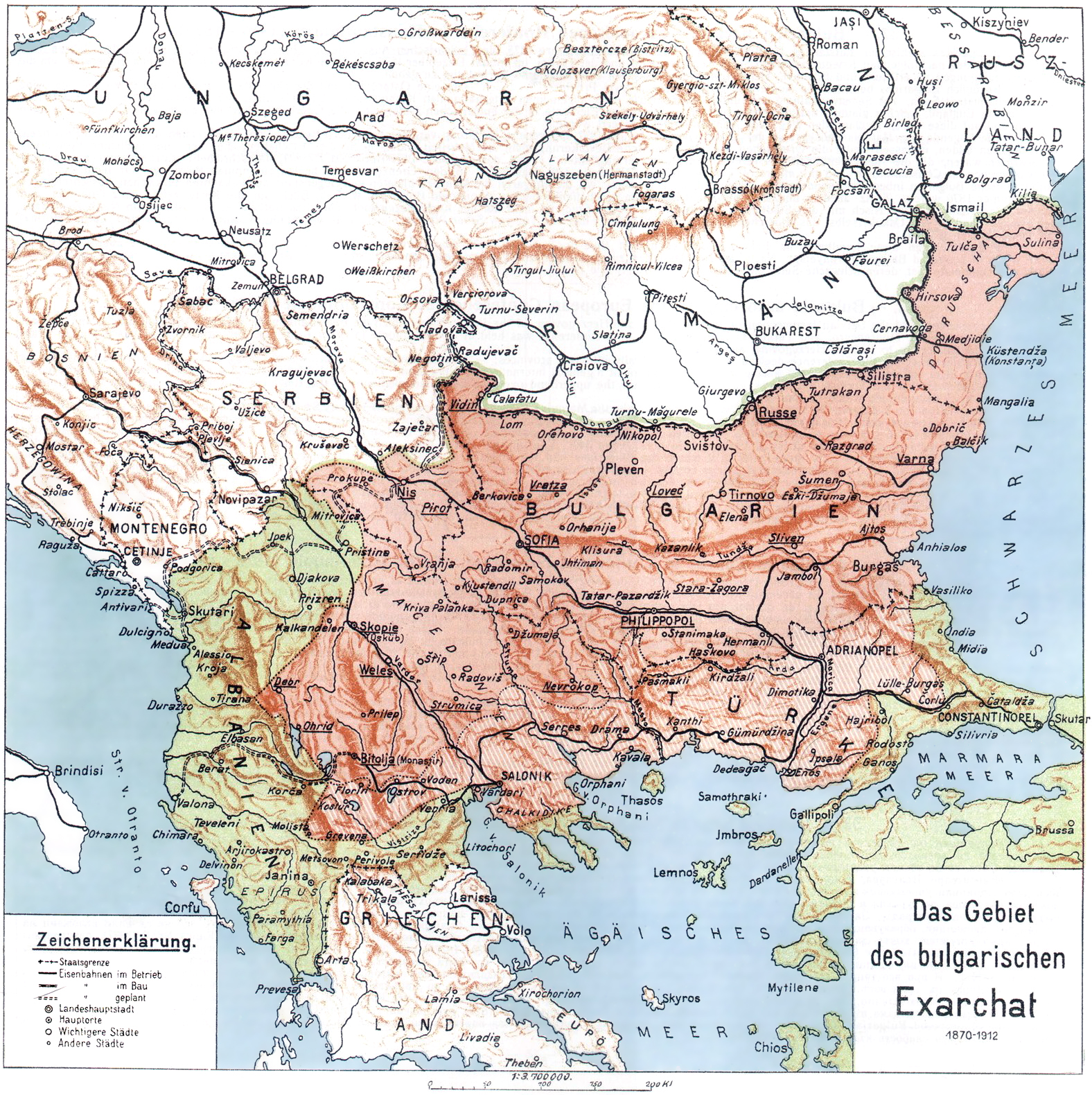
Mapa do Exarcado da Bulgária (1870–1913).

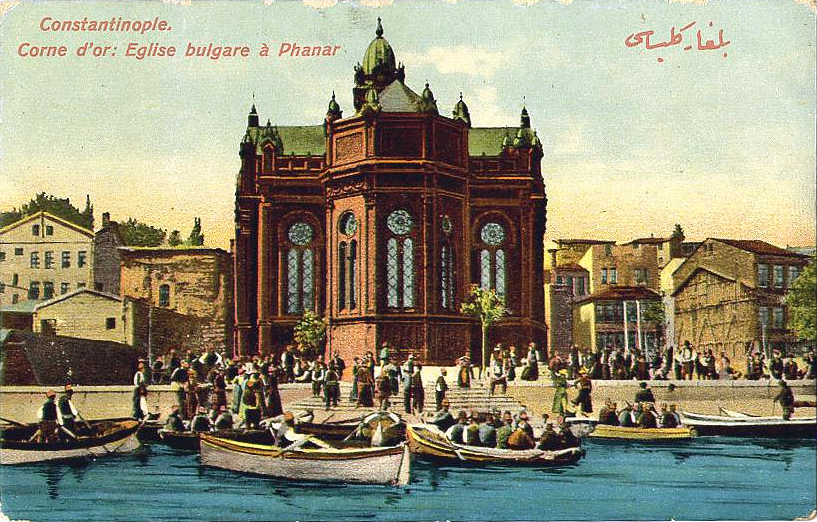
Catedral de Santo Estevão em Constantinopla, Sede do Exarcado Búlgaro.

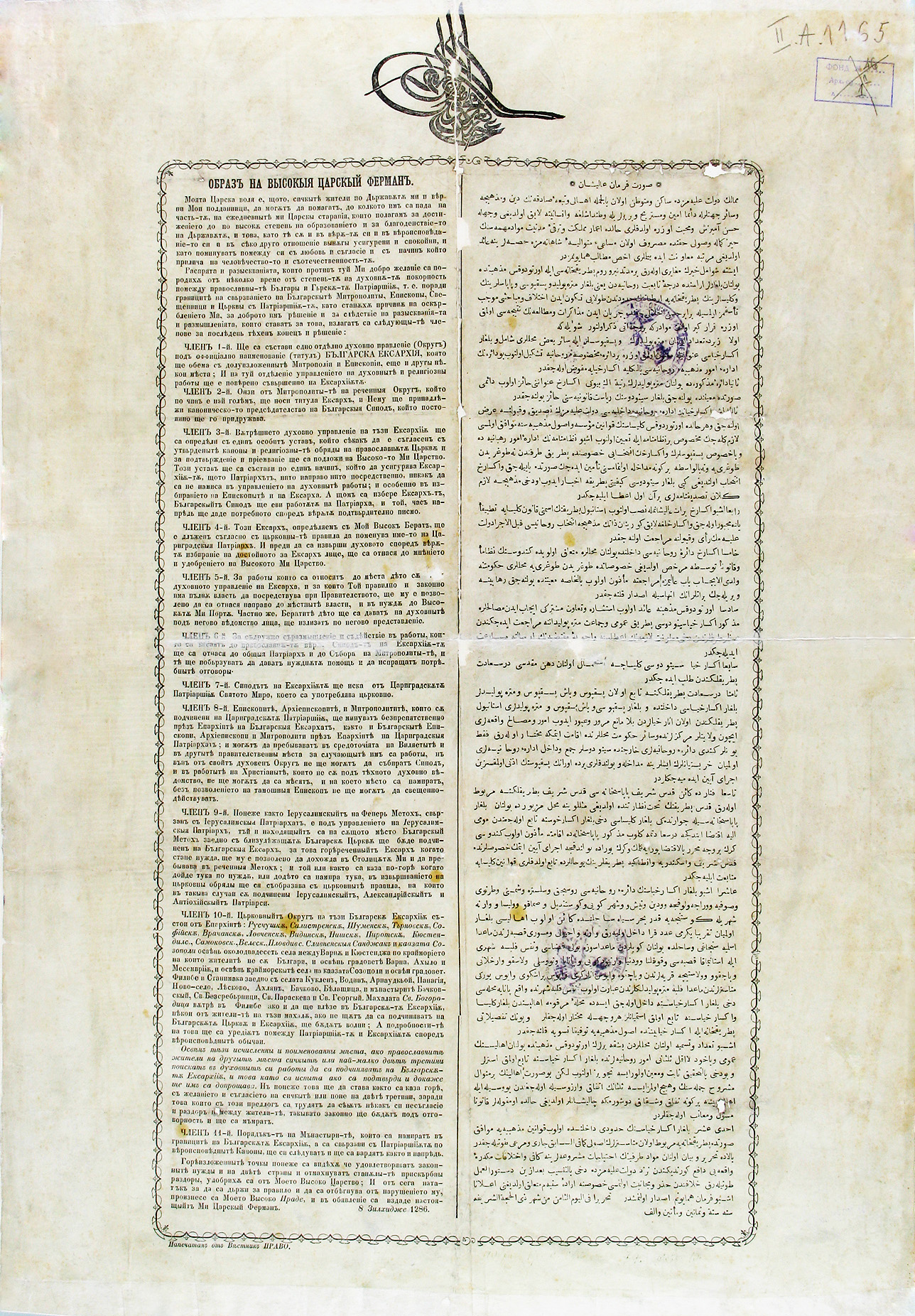
Firman do Sultão Otomano que estabeleceu o Exarcado Búlgaro.

O Exarcado Búlgaro (Búlgaro: Българска екзархия Bǎlgarska ekzarhiya; Turco: Bulgar Eksarhlığı) era a Igreja Ortodoxa Búlgara antes de sua autocefalia ser reconhecida pela Sé de Constantinopla em 1945 e o Patriarcado Búlgaro ser restaurado em 1953. De 1872 a fevereiro de 1945 o Exarcado estava em cisma.
O Exarcado (uma autocefalia de facto) foi unilateralmente (sem a bênção do Patriarca Ecumênico) promulgado em 23 de Maio de 1872, na Igreja Búlgara em Constantinopla em virtude do Firman (Decreto Imperial), de 12 Março de 1870, do Sultão Abdulazize do Império Otomano. A Sé do Exarca Búlgaro era a Catedral de Santo Estêvão, no Distrito de Fener, em Istambul.
A fundação do Exarcado foi o resultado direto da luta dos ortodoxos búlgaros contra o domínio do Patriarcado grego de Constantinopla nas décadas de 1850 e 1860. Em 1872, o Patriarcado acusou o Exarcado de introduzir características étnico-nacionais na organização religiosa da Igreja Ortodoxa, e a secessão do Patriarcado foi oficialmente condenada pelo Concílio de Constantinopla em setembro de 1872 como cismática. No entanto, os líderes religiosos búlgaros continuaram a estender as fronteiras do Exarcado no Império Otomano, realizando plebiscitos em áreas contestadas por ambas as Igrejas.
Desta forma, na luta pelo reconhecimento de uma Igreja separada, a moderna nação búlgara foi criada sob o nome de Millet Búlgaro.